# Старк (округ, Північна Дакота)
Шаблон:StateAbbr_ 46°49′ пн. ш. 102°40′ зх. д. / 46.81° пн. ш. 102.66° зх. д.
Округ  Старк (англ. Stark County) — округ (графство) у штаті  Північна Дакота, США. Ідентифікатор округу 38089.

## Історія
Округ утворений 1879 року.

## Демографія
За даними перепису 
2000 року 
загальне населення округу становило 22636 осіб, зокрема міського населення було 15920, а сільського — 6716.
Серед мешканців округу чоловіків було 11146, а жінок — 11490. В окрузі було 8932 домогосподарства, 5874 родин, які мешкали в 9722 будинках.
Середній розмір родини становив 3,04.
Віковий розподіл населення поданий у таблиці:
| Стать    | До 15 років | 15-21 | 22-29 | 30-39 | 40-49 | 50-65 | 65-85 | Понад 85 |
| -------- | ----------- | ----- | ----- | ----- | ----- | ----- | ----- | -------- |
| Чоловіки | 2422        | 1489  | 1026  | 1396  | 1783  | 1599  | 1255  | 176      |
| Жінки    | 2207        | 1429  | 983   | 1407  | 1761  | 1624  | 1734  | 345      |

### Міста
- Белфілд

## Суміжні округи
- Данн — північ
- Мерсер — північний схід
- Мортон — схід
- Грант — південний схід
- Геттінгер — південь
- Слоуп — південний захід
- Біллінгс — захід

## Виноски
1. ↑  US Decennial Census. US Census Bureau. Процитовано 1 лютого 2015.
2. ↑  Historical Census Browser. University of Virginia Library. Архів оригіналу за 11 серпня 2012. Процитовано 1 лютого 2015.
3. ↑  Forstall, Richard L., ред. (20 квітня 1995). Population of Counties by Decennial Census: 1900 to 1990. US Census Bureau. Процитовано 1 лютого 2015.
4. ↑  Census 2000 PHC-T-4. Ranking Tables for Counties: 1990 and 2000 (PDF). US Census Bureau. 2 квітня 2001. Процитовано 1 лютого 2015.
5. ↑  State & County QuickFacts. Бюро перепису населення США. Архів оригіналу за 7 червня 2011. Процитовано 1 листопада 2013. [Архівовано 2011-06-07 у Wayback Machine.](англ.) Наведено за англійською вікіпедією.
6. ↑  American FactFinder. Бюро перепису населення США. Архів оригіналу за 26 лютого 2012. Процитовано 31 січня 2008. [Архівовано 2008-05-21 у Wayback Machine.]

| США | Це незавершена стаття з географії США. Ви можете допомогти проєкту, виправивши або дописавши її. |